# Operacija Bljesak
Operacija Bljesak - vojno-redarstvena akcija Hrvatske vojske i specijalne policije RH. Započela je 1. svibnja 1995., kada su hrvatske vojne i redarstvene snage munjevitom akcijom oslobodile okupirana područja zapadne Slavonije. Za samo 31 sat oslobođeno je oko 500 četvornih kilometara teritorija koje je zaposjeo velikosrpski agresor i uspostavljen je nadzor nad autocestom A3. Akcija Bljesak bila je u vojnom smislu nastavak uspješne vojne operacije Otkos 10 iz prosinca 1991. kada je oslobođen veći dio zapadne Slavonije. Potpuno oslobađanje zapadne Slavonije u zimu 1991. spriječilo je potpisivanje Sarajevskog primirja i dolazak mirovnih snaga UN-a.
U skladu sa strategijom odmazde osmišljenom u Beogradu, kao odgovor na operaciju Bljesak RSK i SVK izveli su terorističke napade na civilne ciljeve u hrvatskim gradovima. Građani Zagreba napadnuti su raketama s kazetnim punjenjem, a građani Karlovca i Siska topničkim granatama. 

## Povod
Sporazum koji je u prosincu 1994. godine otvorio autocestu Zagreb-Okučani-Lipovac pružio je povod za pokretanje napadne operacije HV za oslobođenje zapadne Slavonije. Budući da je sporazumom bilo omogućeno da se u zajedničkom prometu po cesti, prvi put poslije 1991. godine, sretnu Srbi iz RSK i Hrvati, 28. travnja 1995. godine došlo je i do ozbiljnog incidenta u kojem je jedan Hrvat, nakon svađe na benzinskoj crpki, ubio Srbina iz Okučana. Rođaci i prijatelji ubijenoga postavili su zasjedu na autocesti i zapucali na automobile u prolazu, ubivši troje ljudi. Autocesta je potom zatvorena u atmosferi opće napetosti. Čini se da je hrvatska strana takav povod samo čekala, jer je već od prosinca 1994. godine planirala sličnu operaciju, a i koncentracija snaga bila je izvršena tri mjeseca prije incidenta na autocesti; ovako rana koncentracija imala je i učinak operativnog maskiranja.  
Osnovavši IZM-ove u Garešnici i Novoj Gradiški, Glavni stožer HV-a bio je spreman po naredbi hrvatskoga vrhovništva započeti operaciju oslobađanja zapadne Slavonije. Pobunjeni su Srbi nekoliko mjeseci držali otvorenom i za promet slobodnom autocestu Novska - Nova Gradiška. Izvjesno vrijeme vladao je optimizam kod hrvatskoga vrhovništva, koje je očekivalo da pobunjeni Srbi poštuju Gospodarski sporazum iz prosinca 1994. godine. Otvaranje autoceste pogodovalo je širenju krijumčarenja, što je nepovoljno utjecalo na moral pobunjenih Srba, pa je njihovo vrhovništvo 21. travnja naredilo da se krijumčarenje onemogući, a krijumčari sankcioniraju. Pobunjeni su Srbi 24. travnja zatvorili autocestu na 24 sata. Nekoliko se dana napetost pojačavala i smanjivala, pa je Glavni stožer HV-a mijenjao zapovijedi o dovođenju snaga za operaciju i storniranju pokreta. Kada se činilo da neće biti potrebe za pokretanjem snaga, na okupiranom području zapadne Slavonije od 25. do 27. travnja boravili su politički i vojni čelnici pobunjenih Srba, Milan Martić i Milan Čeleketić, te su podignuli tenzije na višu razinu. Stanje se pogoršalo kada je na benzinskoj crpki u Novoj Gradišci iz osvete za ubijenog brata Hrvat ubio Srbina s okupiranog područja s kojim je odrastao u istom selu. Za odmazdu su pobunjeni Srbi u noći 28/29. travnja na dijelu autoceste koja je prolazila kroz pobunjeni teritorij ubili nekoliko hrvatskih građana, a pet ih je zarobljeno i ubrzo pušteno. Autocesta je potom zatvorena, a 18. korpus SVK-a izvršio je mobilizaciju i doveden je u stanje pune borbene spremnosti. Zahtjev UNCRO-a da se cesta otvori pobunjeni Srbi nisu ispuni Hrvatsko je vrhovništvo tada odlučilo oružjem riješiti problem zapadne Slavonije te je naredilo da počnu završne pripreme za operaciju - mobilizacija snaga i dovođenje na položaje za napad.

## Početak operacije
Godinu i pol nakon operacije u Medaku i nakon godinu dana mira, hrvatske su snage izvele napadnu operaciju Bljesak u zapadnoj Slavoniji. Bljesak je tajno ime za ratni plan HV-a napravljen krajem 1994. godine. Dio plana pod imenom Bljesak-1 odnosio se na operaciju oslobađanja zapadne Slavonije. U početnoj fazi plana to je bio zadatak ZP Bjelovar s ojačanjima iz ZP Osijek i iz sastava podstožernih postrojbi Glavnoga stožera HV-a. Krajem siječnja 1995 Glavni stožer HV-a osnovao je u Garešnici IZM sa zadatkom da zapovijeda snagama na novljanskom i pakračkom pc-ao; J odnosno pravcima napada Zapad i Sjever. Zapovjednik IZM-a bio je general bojnik Marijan Mareković. Provedba operacije na novogradiškom dijelu bojišta, odnosno pravcu Istok, ostala je i dalje obveza Zapovjedništva ZP Bjelovar koje je početkom veljače ustrojilo svoj IZM u Novoj Gradiški. Operacija je počela 1. svibnja 1995. ujutro u 5:30, napadom HV-a na južni i središnji dio zapadnoslavonske enklave RSK snagama sastavljenim od dijelova četiri profesionalne brigade te niza specijalnih, pričuvnih, domobranskih i policijskih postrojbi. U akciji je sudjelovalo oko 7200 hrvatskih vojnika i policajaca. Oslobađajući zapadnu Slavoniju, poginula su 42 pripadnika Hrvatske vojske i policije, a 162 su ranjena.
Napad je izveden na nekoliko smjerova: sa zapada od Novske prema Okučanima s pomoćnim krakom na jug prema Jasenovcu, a s istoka od Nove Gradiške, također prema Okučanima, s pomoćnim krakom prema Staroj Gradiški. Nastupima prema Okučanima, koji su išli autocestom odnosno usporedno s njom, nastojala se presjeći enklava i rasjeći te potom razbiti glavne snage neprijatelja, dočim su pomoćne snage imale zadaću da izbijanjem na Savu kod Jasenovca i Stare Gradiške spriječe eventualnu intervenciju VRS te zaposjednu državnu granicu.  
Osnovna zamisao operacije bila je rasjeći 18. korpus SVK-a na pravcu Novska - Okučani - Nova Gradiška, blokirati Jasenovac, izbiti na Savu i organizirati obranu na državnoj granici da bi se u zaleđu neometano dovršila oslobodilačka operacija. Na pravcu Zapad angažirani su 125. dp, 1. bojna, topničko-raketni divizijun i oklopno-mehanizirana satnija 3. gardijske brigade HV-a, 2. bojna 1. gardijske brigade HV-a, bitnica protuoklopnih topova 76 mm i vod haubica 105 mm iz 123. brigade HV-a, 13. protuoklopni topničko-raketni divizijun, vod samohodne topničke bitnice PZO 57/2 mm i bitnica protuzračnog topništva iz 4. divizijuna 202. topničko-raketne brigade PZO. Na pravcu Sjever angažirane su 52. dp, 105. brigada HV-a i bitnica protuoklopnih topova 76 mm 127. brigade HV-a. Topnička potpora cjelokupnog napada bila je zadaća Topničko-raketne skupine Zapad. Skupina se sastojala od topničko-raketnog divizijuna 3. gardijske brigade HV-a i bitnice haubica 155 mm iz sastava 16. topničko-raketne brigade HV-a. Protuoklopni boj no pravcu Novska - Okučani bio je zadatak 13. protuoklopnog topničkog divizijuna i protuoklopnih snaga iz postrojba na pravcu Zapad. Zračna potpora operacije bila je zadaća HRZ-a, a protuzračna obrana zadaća svih postrojba s njihovim ustrojbenim naoružanjem, s težištem na sredstvima potpore i zapovjednim mjestima. Na pravcu Istok angažirane su snage 121. dp, 80. i 81. gardijske bojne, 4. bojne 5. gardijske brigade i bojne 123. brigade HV-a. Zadatak snaga MUP-a bio je da prije početka napada ovladaju ključnim objektima u srpskom zaleđu i onemoguće konsolidaciju njihovih snaga i djelovanje prema pravcima napada glavnine hrvatskih snaga. Za topničku potporu zadužene su Prva topnička skupina i Prva raketna skupina od dijela 16. topničko-raketne brigade. Za protuoklopni boj angažiran je 2. divizijun 15. protuoklopne topničko-raketne brigade iz Križevaca. Za protuzračnu obranu operacije i glavnih snaga na osnovnom pravcu angažiran je 4. divizijun 202. topničko-raketne brigade PZO. Inženjerijsko osiguranje bilo je zadaća 34. inženjerijske bojne. Logističko osiguranje postrojbe su provodile osloncem na sebe te na 312. logističku bazu i 3. bojnu 310. brigade remontne potpore.
Pobunjeni Srbi iz 18. korpusa SVK-a branili su s 98. pješačkom brigadom pravac Novska - Okučani, s 54. brigadom pravac Nova Gradiška - Okučani, s 51. brigadom pravac Pakrac - Okučani i s TC-1 područje Jasenovca. Za protuoklopnu oorbu 18. korpusa bio je zadužen 18. mješoviti protuoklopni artiljerijski divizijun. Topničku potporu 98. pješačkoj brigadi i TG-1 pružali su vod topova 130 mm i baterija topova 155 mm s područja Draksenića u Bosni i Hercegovini. Korpus je bio polovično popunjen, imao je 4773 pripadnika, što je bilo 57% u odnosu na ratnu formaciju.

## Hrvatske snage
Zapovjednik napada sa zapada iz smjera Novske bio je general bojnik Ivan Basarac, a koordinator GS OSRH bio je general bojnik Marijan Mareković, dok je zapovjednik s istočne strane iz smjera Nove Gradiške bio brigadir Luka Đanko, a koordinator GS OSRH bio je general pukovnik Petar Stipetić.
Zborno područje Bjelovar:
- 15. Protuoklopna topničko-raketna brigada Križevci
- 16. topničko-raketna brigada Bjelovar
- 105. brigada
- 52. domobranska pukovnija
- 68. bojna Vojne Policije
- 34. inženjerijska bojna iz Čakovca
- 13. Protuoklopni topničko-raketni divizijun Koprivnica
- 265. izvidničko-diverzantska satnija Bjelovar

Ojačanja iz Zbornog područja Osijek:
- 80. gardijska bojna
- 81. gardijska bojna
- 5. gardijska brigada
- 121. domobranska pukovnija
- oklopna postrojba 123. brigade

Zborno područje Zagreb:
- 125. domobranska pukovnija

- 1. gardijska brigada

Ojačanje iz Zbornog područja Osijek:
- oklopna bojna 3. gardijske brigade

Jedinice specijalne policije RH
Zračna potpora:
- Zrakoplovi Mig-21 bis, 91. zrakoplovna baza Pleso

SMJEROVI NAPADA
Smjer "Zapad" i "Sjever"
Operacija Bljesak počela je u zoru 1. svibnja napadom hrvatskih snaga duž cijele crte bojišta. U zahvatu prometnice Novska - Okučani taktička skupina 3. gardijske brigade brzo je probila crtu obrane 98. pješačke brigade SVK-a, nakon čega je počeo progon razbijenih srpskih snaga i uništavanje njihovih bočnih uporišta. Skupina je do večeri oslobodila Roždanički kanal, Donji Rajić, nadvožnjak Borovac i izbila na crtu kanal Sloboština - Klenik, gdje je prešla u djelatnu obranu, a u pravcu Novska - Staro Selo napala je ojačana 2. bojna 1. gardijske brigade. Napadajući od lovačke kuće Bukovica prema Roždaniku i od Kričkog brda prema Rajiću, bojna se spojila s posebnim postrojbama MUP-a iz Rijeke i Pule. Kasno poslijepodne bojna je ovladala Roždanikom i ušla u Gornji i Donji Rajić, u kojem je prešla u djelatnu obranu. S jednom je bojnom 125. dp nakon žilavog otpora srpskih snaga na objektu Kremenduk do kraja dana oslobodila Paklenicu, Voćaricu i Jazavicu. S drugom je bojnom uz snažnu potporu topništva razbila srpsku obranu na kanalu Strug i s pravca Bročica poslijepodne oslobodila Jasenovac te organizirala obranu državne granice na Savi. Pukovnija je sasvim izvršila dostavljene zadatke, ali je imala i značajne gubitke, devet poginulih i devet ranjenih vojnika.
Na pravcu Sjever 105. brigada HV-a s jednom je bojnom zaposjela crtu Livađani - Lipik, a s drugom crtu Kričke - Subocka, nakon čega je po intenzitetu napredovanja specijalnih snaga MUP-a napredovala prema Bjelanovcu i Bijeloj Stijeni. U poslijepodnevnim satima dijelovi brigade napali su Čardak. Pedeset druga domobranska pukovnija s bitnicom topova 127. brigade HV, a od 29. travnja držala je crtu Lipik - Pakrac - Kusonje - Bjelajci. Za nastavak operacje na pravcu Zapad na područje Novske dovedena je borbena skupina 1. hrvatskog gardijskog zdruga (1. HGZ) koja je s oklopno-mehaniziranom satnijom 2. gardijske brigade 2. svibnja napala pravcem Vrbovljani - Čovac – Dubovac petlja, gdje se očekivao spoj sa snagama iz smjera Istok. Njezin je napad podržala taktička skupina 3. gardijske brigade, koja je nakon toga prešla u pričuvu. Druga bojna 1. gardijske brigade HV-a oslobodila je Borovac, Lađevac i Bodegraj, u kojem se oko podneva spojila sa snagama Druge taktičke skupine 3. gardijske brigade koje su napadale iz smjera Istok. 125. domobranska pukovnija i novouvedena 3. bojna 104. brigade HV-a napale su na pravcu Mostine - Mlaka. Dijelovi 125. dp oslobodili su Košutaricu i Mlaku, u kojoj su se spojili sa snagama 3. bojne 104. brigade. Na sjevernom dijelu bojišta 105. brigada HV-a glavnim je snagama zauzela Čardak, Donji Čaglić, Kovačevac Čaglićki i Bijelu Stijenu, a s jednom bojnom izbila blizu prometnice Donji Čaglić - Bjelanovac. Tijekom 2. svibnja 1995. operacija Bljesak na pravcu Zapad je završila. Dijelovi 1. i 3. gardijske brigade i 1. HGZ-a na glavnom pravcu napada ovladali su područjem autoceste i spojili se s hrvatskim snagama koje su napredovale iz smjera Istok. Na području uz Savu pod hrvatskom kontrolom bila je cijela obala do šume Babin dol. Na smjeru Sjever dijelovi 18. kopusa SVK-a bili su okruženi na širem području Pakraca. Radilo se o snagama 51. pješačke brigade, 59. i 63. odreda, bataljuna za intervenciju i po jednog bataljuna iz 54. i 98. pješačke brigade. Budući da je postojala mogućnost napada srpskih snaga iz istočne Slavonije i Vojske Jugoslavije na snage ZP Osijek, po zapovijedi Glavnoga stožera HV-a snage 3. gardijske brigade izvučene su s područja Novske i vraćene u istočnu Slavoniju.  
Smjer "Istok"
Uoči pokretanja hrvatskih snaga na pravcu Istok bojna 123. brigade HV-a preuzela je od 121. dp crtu obrane državne granice od Mačkovca do Davora. 80. gardijska bojna prešla je kanal Nova Sava, zauzela crpnu stanicu i *3 mostu na Novoj Savi sukobila se sa snagama 54. brigade SVK-a, koje su je odbacile od mosta. U suradnji s protuoklopnim helikopterima Mi-24 i topništvom bojna je onemogućila srpskim snagama dovođenje pojačanja iz pravca Bosanske Gradiške. Červrta bojna 5. gardijske brigade s nepotpunom oklopno-mehaniziranom satnijom 105. brigade HV-a razbila je obranu srpskih snaga u Goricama, no u nastavku napada, zbog gubitaka u ljudstvu i bez potpore tenkova, zaustavljena je ispred Donjih Bogićevaca. Uz teške borbe, 121. dp izbila je s jednom bojnom na crtu ispred raskrižja u Medarima. Bojna je imala jednog poginulog i 11 ranjenih pripadnika. S drugom je bojnom napravila manji pomak i dostigla crtu šuma časnik - Fazanerija.  Na poravcu Šagovina Mašićka - brdo Čelar - Okučani napala je 81. gardijska bojna. Bojna je imala niz borbi sa srpskim snagama, koje su obranu organizirale u sustavu otpornih točki. Do večeri je bojna izbila na crtu groblje u Smrtiću - sjeverni a!o Ratkovca - Dabrovački put. Imala je tri poginula i šest ranjenih gardista. Desni susjed bojne, specijalne snage MUP-a, ovladao je Velikom Gradinom, Tankom Kosom, selima Čaprginci i Bobare te blokirao Ivanovac. S obzirom na to da dio snaga nije ispunio zadatak, Glavni stožer HV-a odobrio je uvođenje novih snaga taktičke skupine jačine bojne iz 3. gardijske brigade na pravcu napada 121. dp i satnije 5. gardijske brigade na pravcu napada - care iste brigade. U nastavak operacije 2. svibnja hrvatske su snage krenule uz jaku topničku i zrakoplovnu pripremu, pri čemu je srušen zrakoplov tipa MiG-21 s pilotom Rudolfom Perešinom. Osamdeset prva gardijska bojna podržala je uvođenje 2. bojne 3. gardijske brigade prema Okučanima. Bojna je oslobodila sela Orašje i Cage i s drugim postrojbama nakon 13 sati ušla je u Okučane, a potom se spojila s 2. bojnom 1. gardijske brigade HV-a na pravcu od Novske. Druga bojna 3. gardijske brigade s oklopno-mehaniziranom satnijom 105. brigade HV-a oslobodila je uz potporu 81. gardijske bojne 1 acre 121. dp Gornje Bogićevce i Kosovac i potom s drugim snagama ušla u Okučane, koje je pretresla u popodnevnim satima istoga dana. Sto dvadeset prva domobranska pukovnija s jednom je bojnom ušla u Dragaliće i Medare i oslobodila Gornju Trnovu, u kojoj se spojila s bojnom 3. gardijske brigade i satnijom oklopništva 105. brigade HV-a. U suradnji s njima ušla je u Donje Bogićevce i Kosovac, a potom i Okučane. S drugom bojnom pukovnija je zauzela Fazaneriju, sac' a :e :a 80. gardijskom bojnom i dijelom snaga ušla u sjeverni dio Novog Varoša. Nakon što je počelo izvlačenje srpskih snaga na pravcu Okučani - Bosanska Gradiška, bojna se povukla na rub šume Prašnik. Četvrta bojna 5. gardijske brigade ojačana je satnijom 1. bojne matične brigade, s kojom je zauzela Donje Bogićevce i na sjevernom dijelu Prašnika spojila se s ubačenim vodom 265. izvidničko-diverzantske satnije. Napad je nastavila u zahvatu autoceste, gdje je izbila do petlje i naplatnih kućica, a potom je usmjerena prema Staroj Gradiški, na čijim se prilazima u popodnevnim satima spojila s 80. gardijskom bojnom. Osamdeseta gardijska bojna ojačana je satnijom 4. bojne 5. gardijske brigade, s kojom je zauzela južni dio kod sela Novi Varoš. Iz sela su se povukle u Prašnik nakon borbe s dijelovima 18. korpusa SVK-a koji su se probili s pravca Okučana prema Novoj Gradiški. Dio bojne poslijepodne je ponovno ušao u Novi Varoš, a dio u Donji Varoš i na ulazu u Staru Gradišku spojio se s 4. bojnom 5. gardijske brigade. Ujutro 3. svibnja 4. bojna 5. gardijske brigade ušla je u Staru Gradišku. Mjesto je prijepodne istoga dana preuzela 121. dp i 2. divizijun 15. protuoklopne topničko-raketne brigade i organizirali su obranu na Savi.  

## Srpske snage
- 18. Korpus SVK:
  - 51. laka brigade sa stožerom u dijelu Pakraca, držala je liniju od Pakraca do Čardaka
  - 54. laka brigade sa stožerom u Okučanima, držanje linije od Save do Trnakovca
  - 98. laka brigada sa stožerom u selu Rajić, vojarnom u Jasenovcu, držali liniju Sava - Čardak (51. PBR)
  - 63. odred s 59. daruvarskim odredom, držali linije od Save do Trnakovca
  - 18 mjesoviti artiljerijski puk u S. Gradišci sa sastavima:
  - tenkovska postrojba u području Stare Gradiške (7 T-55 i 1 PT-76)
  - tri topničke baterije kalibra 105mm M56
  - jedna do dvije protuoklopne baterije T-12 i 3 BOV-1
  - jedan do dva protuzračna bataljuna
  - jedna do dvije protuoklopne baterije kalibra 130mm M46 bile su locirane na području Republike Srpske, ali im vojna policija VRS nije dopustila otvaranje vatre.
  - ostale manje jedinice
- Specijalna policija Policijske stanice Okučani sa stožerom u Ivanovcu, držanje linija između 51. i 54. lake brigade
- 11. laka brigada
- Tijekom operacije dva bataljuna 1. krajiškog korpusa VRS bila su ubačena u područje Stare Gradiške i Jasenovca, a neke manje artiljerijske jedinice VRS su davale manje značajnu artiljerijsku potporu.

## Tijek operacije
Napad je uspio preko svih očekivanja. Već prvoga dana hrvatske su snage došle nadomak Okučana i ušle u Jasenovac te ovladale svim bitnim objektima. Kada je Hrvatski radio javio da je oslobođen Jasenovac nacijom se prolomio uzvik oduševljenja - bilo je jasno da se operacija dobro odvija. 
U enklavi se branio 18. korpus SVK sastava tri lake brigade (s četvrtom na desnoj obali Save), jačine oko 4000 vojnika, ali je pružio mlitav i neorganizirani otpor i počeo se u rasulu povlačiti u Bosnu preko mosta kod Stare Gradiške; prvog dana u Bosnu je prešao i zapovjednik korpusa. Zajedno s vojskom bježalo je i srpsko stanovništvo, kojih 18.000 ljudi. 
Drugoga dana operacije zaposjednuti su Okučani i svaki otpor u južnom i središnjem dijelu enklave je prestao, a rijeke civila pomiješane s vojnicima koji su izgubili vezu sa svojim postrojbama, prelazile su u Bosnu. Na sjeveru, zapadno od Lipika i Pakraca, na području koje nije bilo pod prvim udarom, ostale su snage 51. lake brigade SVK koja je nastavila s borbom i u sljedeća dva dana. 4. svibnja poslije podne Hrvati u to područje desantiraju jednu ojačanu pješačku satniju, nakon čega je uslijedio topnički i pješački napad drugih hrvatskih snaga iz dodira i s oboda sektora. Borba je trajala svega nekoliko sati, a potom su se Srbi počeli predavati. U brdskim selima iznad Pakraca uhićen je i jedan od vođe srpske pobune, Veljko Džakula. Srpski gubici procijenjeni su na oko 350 do 450 mrtvih te oko 1000 do 1200 ranjenih. Zarobljeno je oko 1500 Srba. 
2. svibnja 1995. godine Srbi su srušili zrakoplov Rudolfa Perešina, pilota koji je na početku domovinskog rata, na dan 25. listopada 1991., zrakoplovom JNA tipa MiG-21 prebjegao u Austriju; sam Perišin je 2. svibnja 1995. godine poginuo. 

## Srpska odmazda: topnička vatra po civilnim ciljevima u hrvatskim gradovima
Nemoćno suočena s porazom, vodstva RSK i SVK odlučuju se za terorističku odmazdu te 2. i 3. svibnja naređuju raketne napade na Zagreb te granatiranje Karlovca i Siska. U višekratnom raketiranju Zagreba, najuže središte grada zasuto je raketama s kazetnim punjenjem iz VBR Orkan pri čemu gine 7 civila, a preko 200 je ranjeno. U artiljerijskoj paljbi po gusto napučenom dijelu grada u kojemu uopće nije bilo vojnih ciljeva, a gdje su rakete odbacivale "zvončiće" namijenjene prvenstveno za ozljeđivanje i ubijanje ljudstva na otvorenom prostoru, stradava čak 17 balerina i baletana, među njima i slavna primabalerina Almira Osmanović. Rakete su ispaljene s područja Pokuplja, negdje oko sela Trepče. 
Ovaj zločinački čin bio je unaprijed smišljen. Naime, suočeni s rastućom prijetnjom HV-a, srpski su časnici usvojili doktrinu realne prijetnje - znajući da je Hrvatska posebno osjetljiva na ljudske žrtve, strategija odmazde bila je temelj održanja RSK. Odvratiti HV od napada značilo je napad na stanovništvo hrvatskih gradova, Zagreba, Siska, Karlovca, Novske, Dubrovnika, Vinkovaca, Osijeka, Kutine, Zadra, itd.  
Krajiški predsjednik, Milan Martić se na radiju i televiziji otvoreno pohvalio kako je osobno izdao zapovijed za raketiranje. Milan Martić je došao u Bosansku Gradišku i pred okupljenim vojnicima i civilima izjavio je da mu je žao, i da je zbog napada HV na njih osobno naredio raketiranje Zagreba. Upravo je to Martićevo javno hvaljenje postalo temelj Haške optužnice i jedan je od rijetkih primjera javnog hvaljenja ratnim zločinom.
Na suđenju za ratne zločine u Haagu je Milan Martić osuđen na 35 godina zatvora, u velikoj mjeri upravo zbog neselektivnog raketiranja Zagreba koje je prouzročilo civilne žrtve.

## Sudbina civila
HV se prema civilnom pučanstvu u oslobođenoj enklavi ponašala uglavnom korektno. Prometnica Okučani-Stara Gradiška, koja je izvodila u Bosnu, ostavljena je slobodnom kako bi se omogućilo povlačenje srpskih snaga i naroda koji je bježao; odgađanje ulaska u Okučane već prvog dana operacije također je bilo u funkciji ostavljanja izlaza. U kaosu na prilazima mostu u Staroj Gradišci došlo je do otvaranja vatre na kolone u bijegu te je bilo civilnih žrtava. UNCRO i međunarodni promatrači paušalno su i više po inerciji optužili Hrvate za pljačke i zločine, ali su nakon nekoliko dana ove optužbe uz isprike povukli. 
Uspostava hrvatske vlasti na oslobođenim teritorijima bila je brza i učinkovita i po profesionalnosti se bitno razlikovala od u ovom ratu uobičajenih ulazaka u područja sa "suprotnim" etničkim sastavom. Srpski politički dužnosnici koji nisu izbjegli slobodno su davali intervjue za medije, a svega nekoliko dana nakon završetka operacije preostalo srpsko pučanstvo bilo je obuhvaćeno sociologijskim istraživanjem u kojem su ispitivani njihovi politički stavovi. Prvi put u ratu na području bivše Jugoslavije poraženi su priznati kao osobe i politički subjekti. 

## Uzroci srpskog poraza
Srpska katastrofa u zapadnoj Slavoniji ima nekoliko uzroka. HV je operaciju pripravila na vrijeme i pomnije nego ranije operacije. Izabrani su pogodni smjerovi i promišljeni manevar, ostvaren je razmjerno visok tempo nastupanja (oko 20 km dnevno), a osobito je bila dobra zamisao da se težište djelovanja stavi na južni i središnji dio enklave, čime su srpske snage na sjeveru ostale odsječene i dovedene u bezizlazni položaj. U cijelom ratu to je bilo prvi put da se napad ne izvodi frontalnim udarom na cijeli neprijateljev borbeni raspored, nego se odluka nastoji postići prodorima na izabranim smjerovima (napad JNA na Vukovar kao i maslenička operacija HV primjeri su tome suprotnih rješenja). To je umnogome skratilo trajanje operacije i znatno ekonomiziralo snage te omogućilo da se zaostale srpske snage neutraliziraju bez velikih napora i uz male žrtve. U operaciji su prvi put upotrijebljeni i masivniji udari zrakoplovstva, čime je HV pokazala da je uspjela ostvariti i integraciju rodova vojske. Na vanjskopolitičkom planu Hrvatska je operaciju također dobro pripravila. Međunarodna zajednica, obaviještena o hrvatskim namjerama, prešutno je prihvatila situaciju. 
Srbi su pokazali da nisu dorasli svojem cilju stvaranja vlastite države. Odvojena od Hrvatske, zapadnoslavonska srpska enklava (površine oko 500 km2) nije se mogla održati ni gospodarski ni vojno. Tijekom rata prostor se praznio pa ga je osim prognanog hrvatskog napuštalo i srpsko stanovništvo. Čini se da ni vlasti RSK nisu odviše marile za ovaj prostor, smatrajući ga razmjerno nebitnim. Brzi poraz 18. korpusa pokazao je sve slabosti srpskog sustava obrane. Iako su postojali jasni nagovještaji da će doći do napada i iako je zapadnoslavonska enklava bila logičan cilj, obrambene priprave bile su manjkave, a i sam početak napada potpuno je iznenadio srpsko zapovjedništvo. Zapovjednik SVK general Čeleketić prije je bio zapovjednik 18. korpusa, a i 1991. godine sa svojom se tenkovskom postrojbom JNA borio u zapadnoj Slavoniji pa je morao poznavati teren, ali nije učinio gotovo ništa da se obrana čvršće organizira. Sastavi su bili demoralizirani i čim bi vidjeli da su im ugrožene obitelji ostavljali su položaje i hrlili da svoje bližnje izvedu iz ratne zone. Zapovijedanje je potpuno zakazalo, kako pokazuje i sraman bijeg zapovjednika korpusa. Martićeva odluka da raketira Zagreb, donesena u skladu s problematičnom idejom da se Hrvatsku odvraća realnom prijetnjom napada na objekte infrastrukture i masovnom odmazdom, bila je nerazumna i posve kontraproduktivna te je pokazala da srpsko vodstvo nije kadro strategijski razmišljati. Na desnoj obali Save nisu zamijećeni nikakvi pokreti koji bi pokazali makar simboličnu spremnost VRS da pomogne; nije djelovalo ni topništvo VRS koje je u dometu imalo hrvatske glavne snage u njihovom nastupu autocestom prema Okučanima. Vlasti u Srbiji također su indiferentno gledale na sudbinu enklave što svjedoči i podatak da je 1. svibnja predvečernji dnevnik srbijanske televizije vijest o napadu objavio tek u 18. minuti. Milošević je osudio napad, ali i raketiranje Zagreba.

## Epilog operacije
Pouke koje su za obje strane proizlazile iz Bljeska bile su jasne. HV je postala snaga za koju SVK više nije ravnopravan protivnik; znatno bolje naoružana i opremljena nego ranije, HV je sad bila sposobna razbiti pobunu, a postalo je isto tako očito da je hrvatska strana odlučila da se problem u cjelini riješi vojnim sredstvima te da nema smetnji da se to dogodi vrlo brzo, čim se ukaže povoljna prilika. Stoga se u redove SVK počela uvlačiti panika i defetizam. 
Bosanski Srbi i Milošević pokazali su da svojim pobunjenim sunarodnjacima u Hrvatskoj nisu voljni pomoći ni politički ni vojno. Međunarodna zajednica, iritirana nerješavanjem krize, pogoršanjem stanja u Bosni i Hercegovini te upornim odbijanjem hrvatskih, bosanskih i srbijanskih Srba da se nađe političko rješenje, bila je spremna prihvatiti sve što je vodilo okončanju rata, pa i nastavak hrvatskih operacija. SVK je bila nespremna da se sama obrani, a strategija oslonca na VRS i na Vojsku Jugoslavije (VJ) pokazala se neutemeljenom. Činjenica da su Milan Čeleketić, koji nakon Bljeska podnosi ostavku, te novi zapovjednik SVK general Mile Mrkšić obojica bili časnici VJ koji su na nove funkcije postavljeni iz Beograda, značila je da će se SVK u narednim etapama držati prema Miloševićevom diktatu i u skladu s njegovim političkim potrebama.

## Spomen
Tradicijski se 1. svibnja odaje počast svim hrvatskim braniteljima poginulima u operaciji svečanošću kod Spomen-obilježja „Kocka vedrine” u Okučanima. U sklopu obilježavanja, zrakoplovi Hrvatskoga ratnog zrakoplovstva nadlijeću mjesta i gradove oslobođene Operacijom u vrijeme središnje svečanosti: Kutinu, Novsku, Okučane, Novu Gradišku, Strmac, Lipik, Pakrac, Daruvar, Slatinu, Viroviticu, Grubišno Polje, Veliki Grđevac, Bjelovar, Čazmu i Ivanić-Grad.